# Anne Greenbaum
Pour les articles homonymes, voir Greenbaum.
Anne Greenbaum (née en 1951) est une mathématicienne appliquée américaine et professeure à l'université de Washington.

## Éducation
Greenbaum a obtenu son baccalauréat de l'université du Michigan en 1974. Elle a obtenu son doctorat de l'université de Californie à Berkeley en 1981, avec une thèse intitulée « Convergence Properties of the Conjugate Gradient Algorithm in Exavt and Finite Precision Arithmetic » sous la direction de Paul Concus et Beresford Neill Parlett.

## Carrière
Après avoir obtenu son baccalauréat, Greenbaum a travaillé pour le Laboratoire national Lawrence Livermore. Elle a rejoint le Courant Institute of Mathematical Sciences en 1986 et a déménagé à l'université de Washington en 1998.
Elle a écrit des manuels de premier cycle et de premier cycle sur les méthodes numériques.

## Prix et distinctions
Greenbaum a reçu un prix du meilleur article du SIAM Activity Group on Linear Algebra en 1994, avec Roland Freund, Noel Nachtigal et Zdenek Strakos. Elle a reçu la médaille honorifique Bernard Bolzano du mérite en sciences mathématiques de l'Académie tchèque des sciences en 1997. Elle a été nommée SIAM Fellow (en) en 2015 « pour ses contributions à l'algèbre linéaire théorique et numérique ». En 2022 elle est lauréate de la conférence Sofia Kovalevskaïa.

## Publications
- avec Tim Chartier : Numerical Methods: Design, Analysis, and Computer Implementation of Algorithms (2012)[6].